# ヨハン・カール・エーレンフリート・ケーゲル

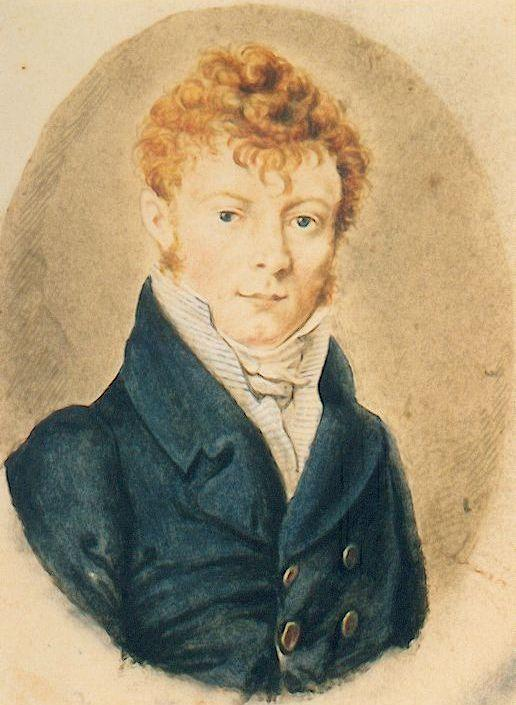
ヨハン・カール・エーレンフリート・ケーゲル

ヨハン・カール・エーレンフリート・ケーゲル（Johann Karl Ehrenfried Kegel, 1784年10月3日 - 1863年6月25日）は、ドイツの農学者・カムチャツカ半島探検家。ケーゲルは、ドイツ中部のハルツ山地山麓の丘にある町、フリースドルフに生まれ、デンマークのコペンハーゲンで学問を修めた。その後、1826年か1827年の冬に、ロシア帝国の首都、サンクトペテルブルクに行った。ケーゲルは、ウクライナのオデッサで亡くなった。
| スタブアイコン | サブスタブ | この項目は、まだ閲覧者の調べものの参照としては役立たない、人物に関連した書きかけの項目です。この項目を加筆・訂正などしてくださる協力者を求めています（P:人物伝/PJ:人物伝）。 |